# Martina Smidova
Martina Šmídová est une joueuse de volley-ball tchèque, née le 29 décembre 1986 à Ústí nad Labem. Elle mesure 1,79 m et joue au poste de réceptionneuse-attaquante.

## Clubs
| Club                        | De        | À         |
| --------------------------- | --------- | --------- |
| Meteor SKP Ústí nad Labem   | 2001-2002 | 2002-2003 |
| PVK Olymp Praha             | 2003-2004 | 2009-2010 |
| Vannes Volley-Ball          | 2010-2011 | 2013-2014 |
| Vandœuvre Nancy Volley-Ball | 2014-2015 | 2015-2016 |
| AS Saint-Raphaël            | 2016-2017 | 2016-2017 |
| Stade Français              | 2017-2018 | …         |

## Palmarès
- Championnat de République tchèque
  - Vainqueur : 2005, 2008.
  - Finaliste : 2004, 2007.
- Coupe de République tchèque
  - Vainqueur : 2004, 2005, 2007.
  - Finaliste : 2006, 2008.
- Supercoupe de France
  - Vainqueur : 2016.